# Шах-султан (мечеть)
Мече́ть Шах Султа́н (тур. Şah Sultan Camii) — мечеть в районе Эюп в европейской части Стамбула.

## История
Мечеть была построена архитектором Синаном по приказу сестры Сулеймана Кануни, Шах Султан, недалеко от Золотого Рога. Здание мечети сравнительно небольшого размера (16×13 м), прямоугольное; материалом для строительства стали натуральный камень и плитка из обожженной красной глины. При мечети имеется один минарет.
Первоначальный вид мечети был изменён после череды землетрясений (самое крупное — 1766 год). Последняя реконструкция мечети состоялась в 2005 году, когда деревянные части здания и элементы отделки были заменены на железобетон и мрамор.
Недалеко от мечети имеется захоронение шейха Ахмета Эфенди.